# أبوة (مسلسل 1990)
أبوة (بالإنجليزية: Parenthood)‏ هو مسلسل تم إنتاجه في الولايات المتحدة. بدأ عرضه في سنة 1990 على هيئة الإذاعة الوطنية. كما بلغ عدد حلقاته 12 حلقة، وتبلغ مدة الحلقة الواحدة 24 دقيقة. وهو من إخراج Alan Myerson وبيتي توماس. تم بث المسلسل لأول مرة بتاريخ 20 أغسطس 1990 بينما تم بث آخر حلقة منه بتاريخ 11 أغسطس 1991.

## بطولة
- ديفيد أركيت
- ثورا بيرتش
- ليوناردو دي كابريو
- إدوارد جيمس

## روابط خارجية
- أبوة على موقع IMDb (الإنجليزية)
- أبوة على موقع ميتاكريتيك (الإنجليزية)
- أبوة على موقع روتن توميتوز (الإنجليزية)
- أبوة على موقع كينوبويسك (الروسية)
- أبوة على موقع قاعدة بيانات الفيلم (الإنجليزية)